# Trappen
Die Trappen (Otididae), auch Trappgänse genannt, sind eine Familie mittelgroßer bis sehr großer, bodenlebender, aber flugfähiger Vögel. Die meisten Arten leben in Afrika, zwei Arten kommen auch in Europa vor.

## Beschreibung
Trappen sind kleine bis sehr große, flugfähige Vögel. Der Rumpf ist kräftig, Hals und Beine sind lang, der Schwanz und der Schnabel recht kurz. Die größten Arten stehen 1 m hoch und erreichen ein Gewicht von 10 kg, in Ausnahmefällen sogar 19 kg, womit sie die schwersten flugfähigen Vögel der Welt sind. Die Weibchen sind bei den großen Arten erheblich leichter und kleiner; sie erreichen nur zwei Drittel der Höhe und ein Drittel des Gewichts eines durchschnittlichen Männchens. Bei kleineren Arten gibt es dagegen keine nennenswerten Größenunterschiede. Die kleinste Art ist die Flaggentrappe mit einer Länge von 46 cm und einem Gewicht von 450 g.

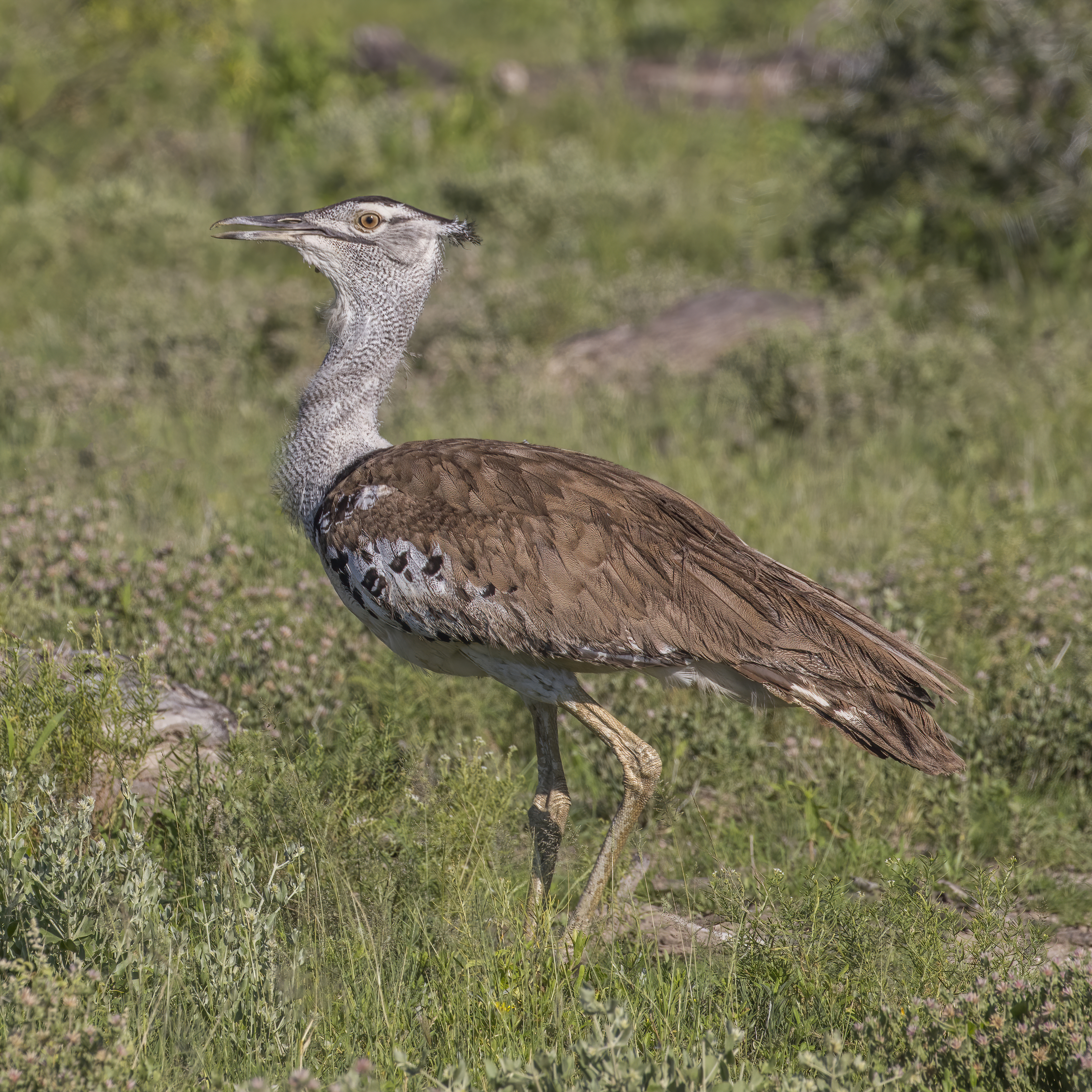
Die Riesentrappe ist der schwerste flugfähige Vogel der Welt

Das Gefieder ist überwiegend wenig auffällig braun oder grau mit weißen und schwarzen Zeichnungen. Die Anzahl der Steuerfedern beträgt zwischen 16 und 20. Alle Arten zeigen einen mehr oder weniger deutlichen Geschlechtsdimorphismus in der Färbung. Die Männchen haben in der Regel hellere Gefiederfarben und oft Schmuckfedern an Scheitel, Nacken, Wangen, Kehle oder Hals. Bei den Hähnen einer Reihe von Arten ist der Hals während der Fortpflanzungszeit verdickt oder wird zumindest bei der Balz durch Aufpumpen eines Teils der Speiseröhre oder zusätzlich noch eines Kehlsacks vergrößert.
Die Beine sind ab der Mitte des Tibiotarsus nach unten unbefiedert. Die Tiere haben nur drei Zehen mit unten ausgehöhlten, breiten Krallen, die Hinterzehe fehlt (Tridaktylie). Die Tridaktylie bewirkt, dass Trappen auf Bäumen keinen Halt fänden und ausschließlich am Boden leben. Meistens schreiten Trappen in langsamem Tempo. Schnelles Laufen ist wegen der relativ kleinen Füße kaum möglich.
Die großen Flügel werden nur selten genutzt – vor allem die größeren Arten verbringen oft mehrere Wochen am Boden, ohne sich einmal in die Luft zu erheben. Trappen sind jedoch ausdauernde Flieger – manche Arten vollführen jahreszeitliche Züge mit beachtlichen Distanzen. Die kleinen Trappenarten haben einen schnellen, entenartigen Flug, während große Trappen mit langsameren Flügelschlägen fliegen.
Die Arten der Familie haben keine Bürzeldrüse, verfügen jedoch über rosa gefärbte Puderdunen; auch die Basen und Fahnen der Konturfedern sind rosa und sondern Puder ab. Ein Penis ist rudimentär ausgebildet. Die Blinddärme sind sehr lang und dienen zum Aufschluss von Zellulose.

## Verbreitung und Lebensraum

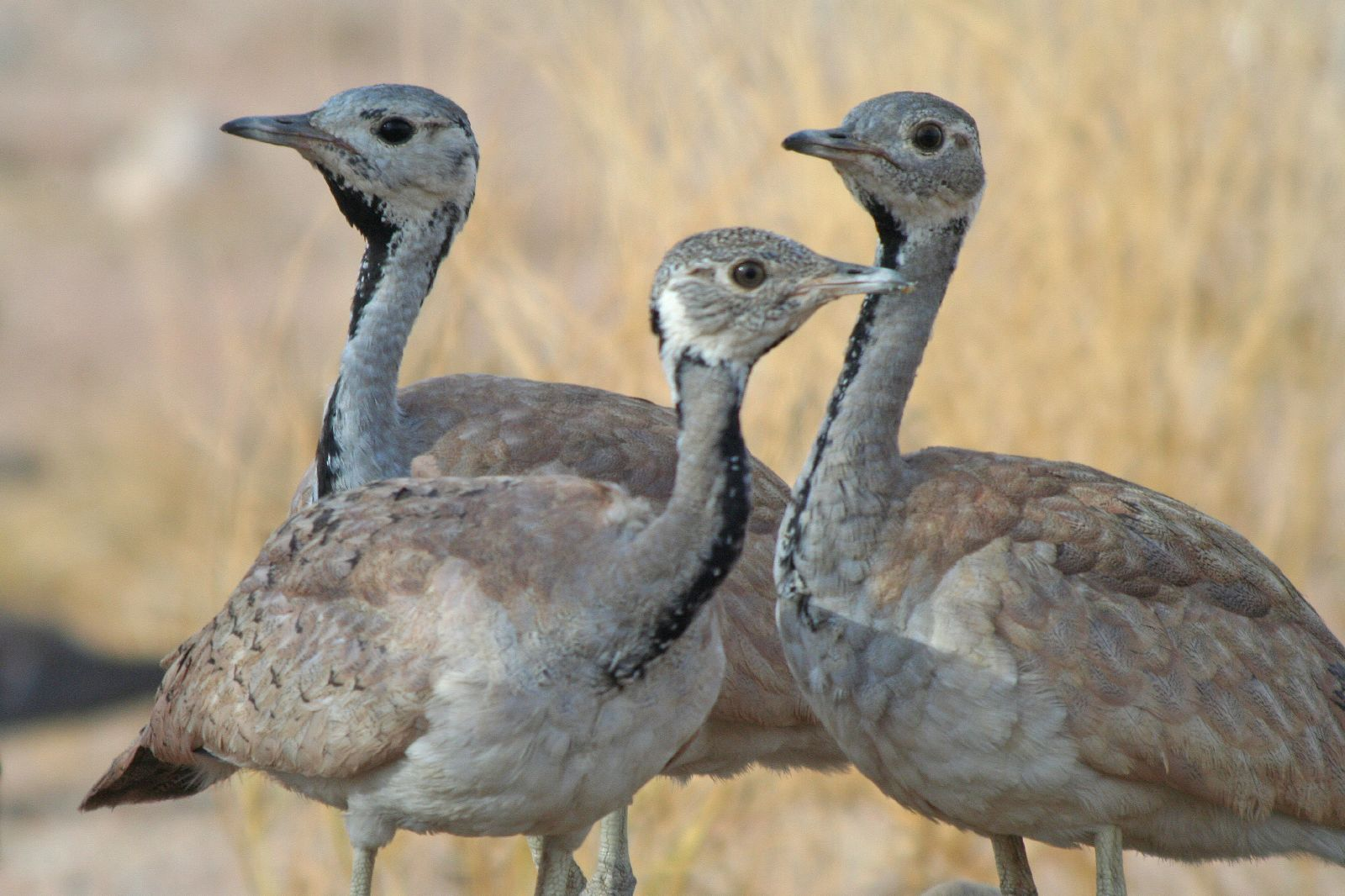
Rüppelltrappen (Heterotetrax rueppellii)

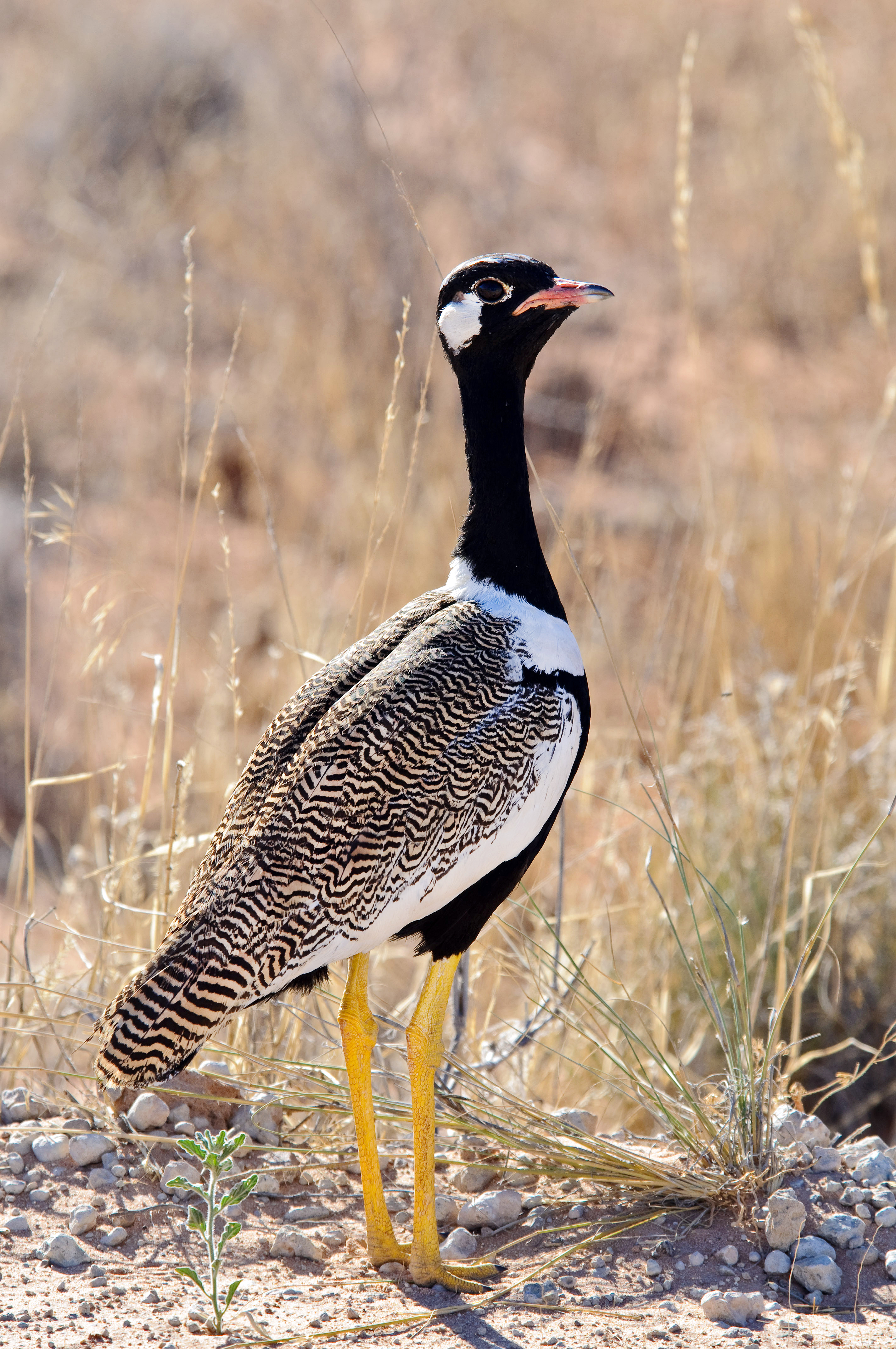
Weißflügeltrappe

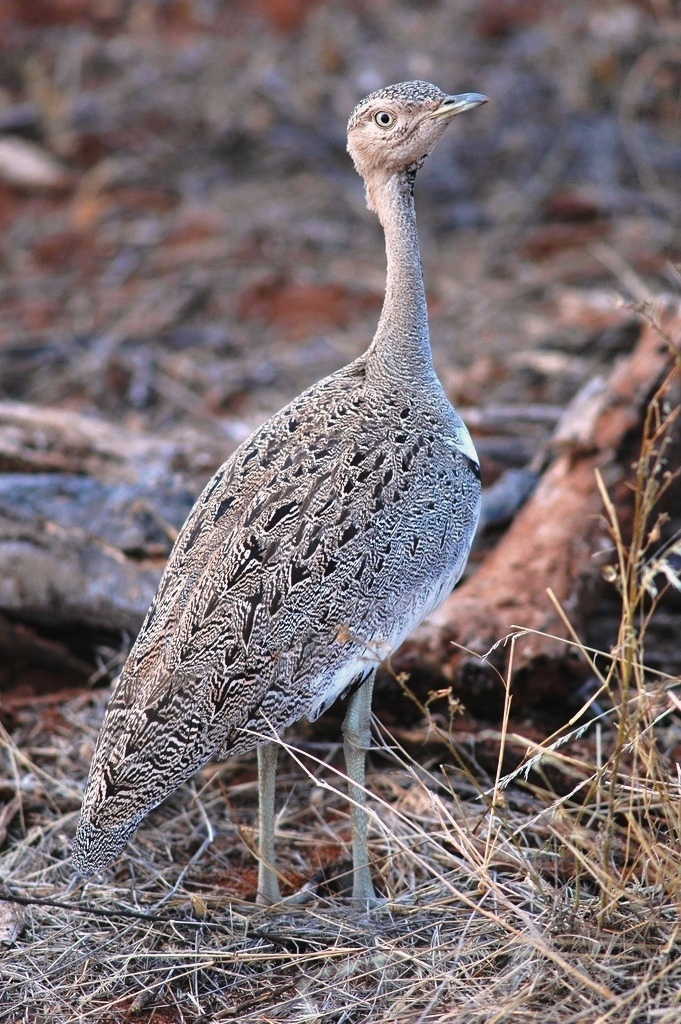
Oustalettrappe

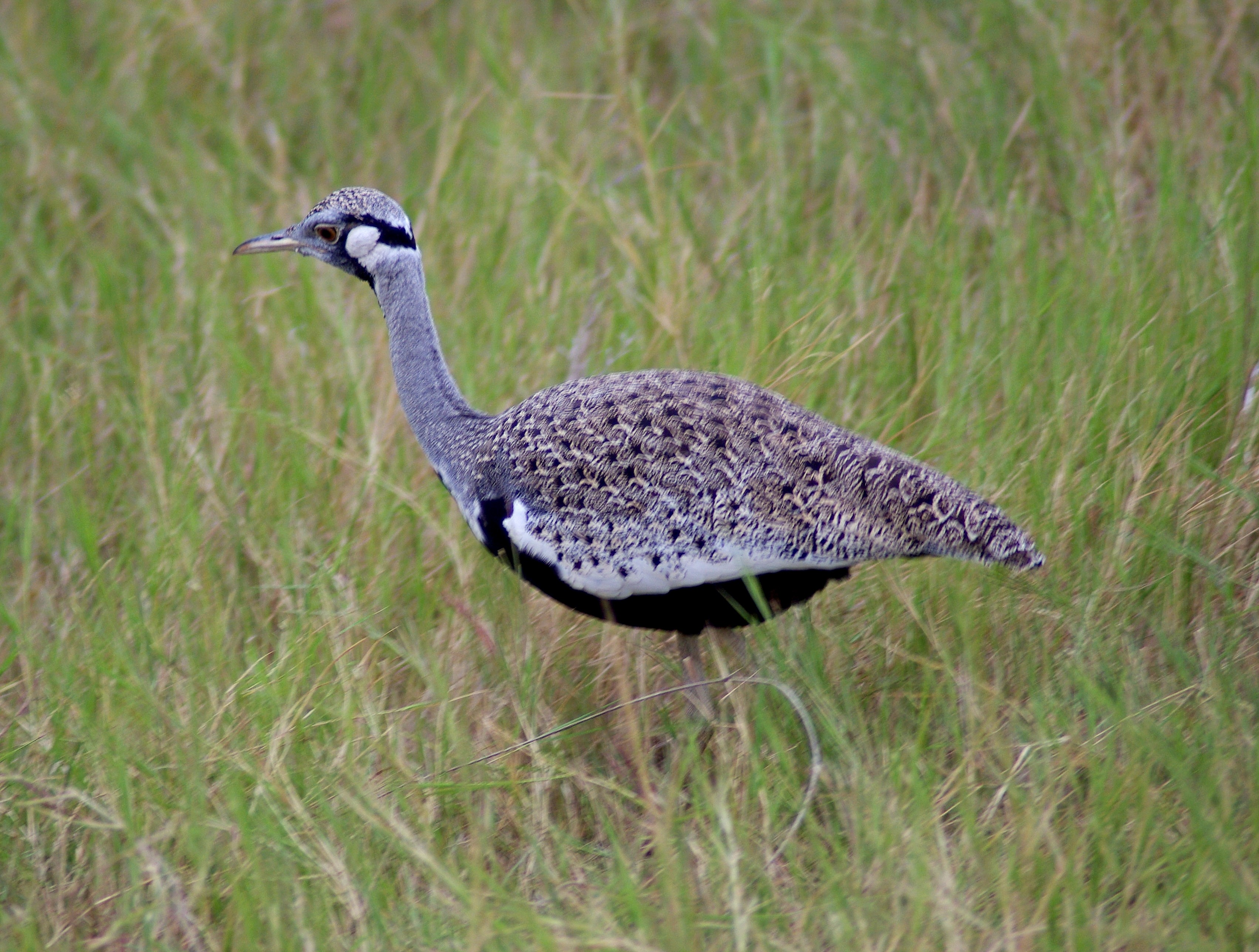
Hartlaubtrappe

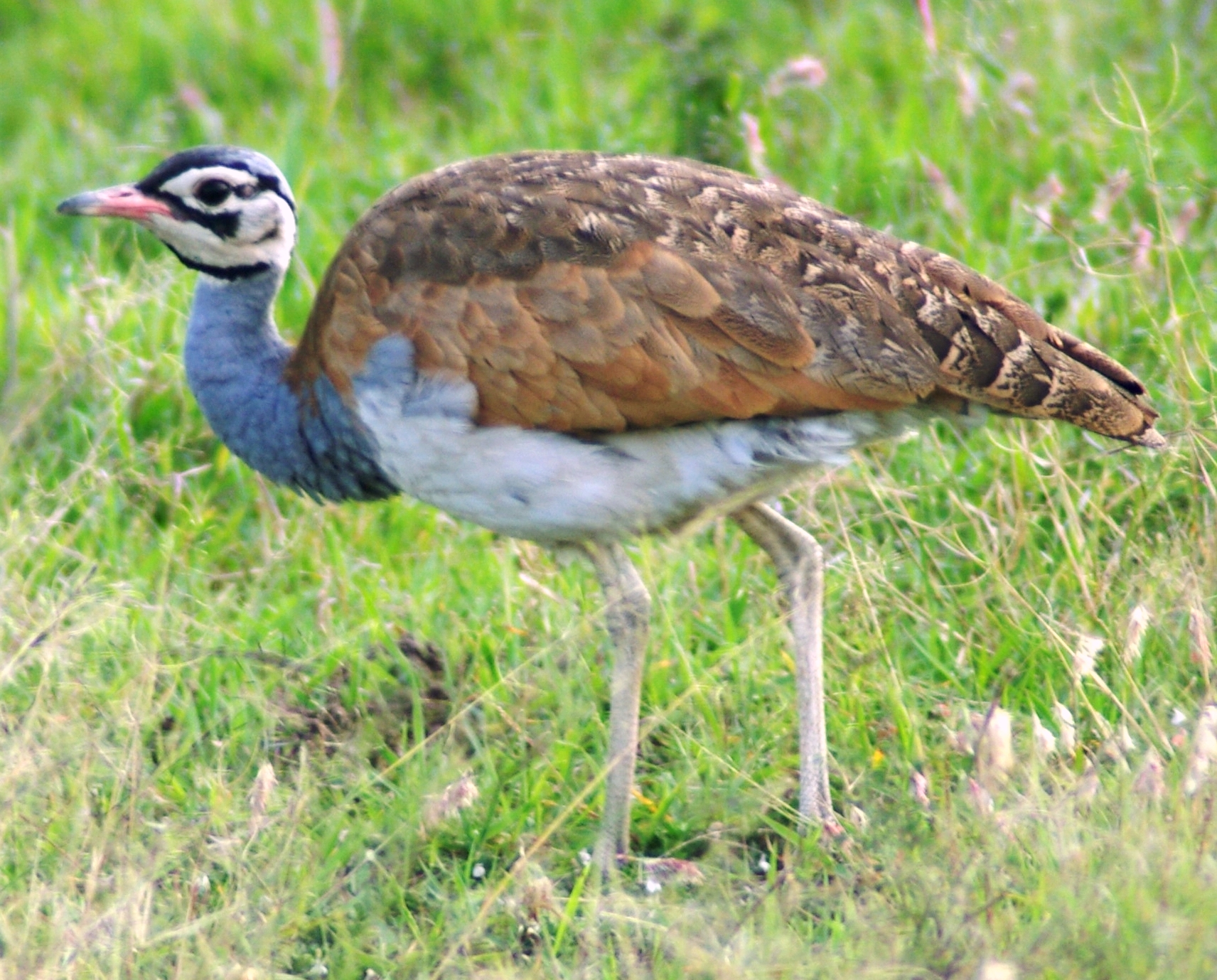
Senegaltrappe

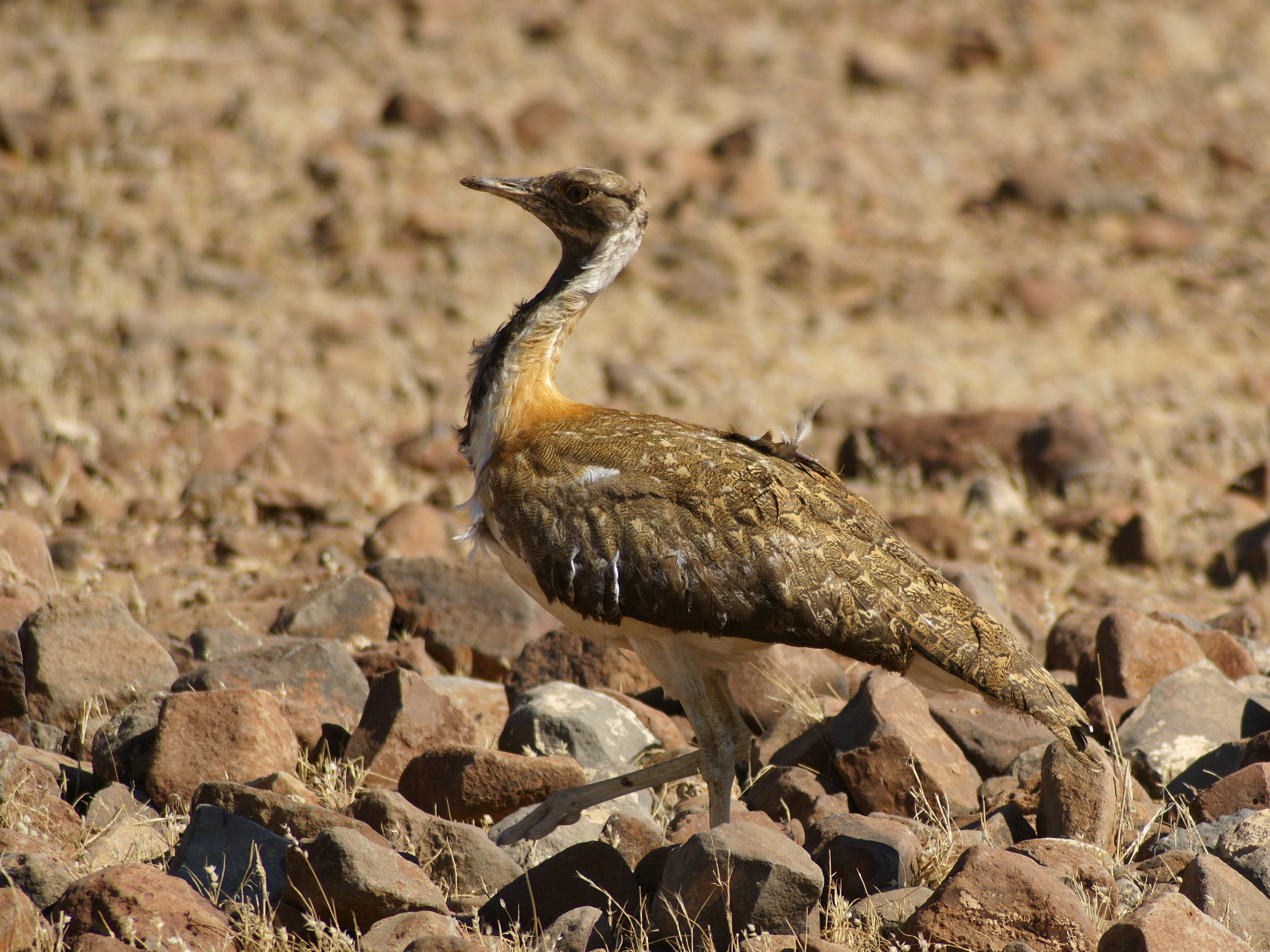
Ludwigtrappe

Hauptverbreitungsgebiet der Familie ist Afrika mit 16 von 27 Arten, weitere Arten leben in Europa und Asien, eine in Australien. In Europa kommen zwei Arten vor, die Großtrappe und die Zwergtrappe. Als überwiegend wärmeliebende Bodenvögel leben Trappen in offenen Landschaften mit reicher Bodenvegetation wie Steppen, Halbwüsten und Kultursteppen.
Bei vier Arten sind zumindest Teilpopulationen Zugvögel. Dies gilt für die paläarktischen Arten (Großtrappe, Zwergtrappe, Kragentrappe), die vor allem aus den russischen Kältesteppen in subtropische Regionen ziehen. Die vierte Art ist die Flaggentrappe, die in Gujarat brütet und im Süden Indiens überwintert.
Im österreichischen Burgenland existiert seit 1995 im Raum Pama/Parndorfer Platte ein Trappenschutzgebiet. Die hier vorkommende Großtrappe war vom Aussterben bedroht und zählte 2002 nur noch ca. 60 Tiere. Durch umfangreiche Schutzmaßnahmen, etwa die teilweise Verlegung von Stromleitungen unter die Erde bzw. Beflaggung der Hochspannungsleitungen, stieg die Population bis 2013 auf rund 250 Großtrappen an und ihr Lebensraum dehnte sich weiter Richtung Kittsee aus, das als letztes der Trappenschutzregion beitrat.

## Lebensweise

### Aktivität
Trappen sind tagaktive Vögel, die morgens und abends die größte Aktivität zeigen. Nachts ruhen sie, meistens im Stehen, gelegentlich aber auch mit dem Bauch auf dem Boden.
Viele Trappenarten leben zumindest außerhalb der Brutzeit in lockeren Verbänden, die meistens nur einige Individuen umfassen. Es gibt in diesen Verbänden wenig soziale Interaktion, die Vögel trennen sich immer wieder und finden sich in neuen Zusammenstellungen zusammen. Bei allen Arten außer der Zwergtrappe gibt es reine Männchenverbände und reine Weibchenverbände. Weibchen sind generell einzelgängerischer als Männchen. Oft schließen sich Trappenverbände herdenlebenden Säugetieren an. Die Gruppe bietet Schutz vor Raubtieren. Eine Besonderheit sind die Verbände der Zwergtrappe, die in den Steppen Südrusslands mehrere tausend Tiere umfassen können.
Zu den Feinden kleiner Trappenarten gehören große Greifvögel (in Afrika vor allem Kampfadler, Klippenadler, Savannenadler), Paviane, Mangusten und Warane. Die großen Trappen haben naturgemäß weniger Feinde. Im Falle einer Bedrohung nehmen Trappen eine Haltung ein, bei der sie den Körper vorstrecken, die Flügel ausbreiten und den Schwanz fächerartig ausklappen.

### Ernährung
Als Allesfresser nehmen Trappen pflanzliche wie tierische Nahrung auf. Dabei gibt es auch innerhalb der Arten große Unterschiede je nach Lebensraum und Jahreszeit.
Die pflanzliche Nahrung machen vor allem grüne Pflanzenteile wie frische Blätter aus, daneben auch Blüten, Früchte und Knollen. Letztere werden mit dem Schnabel ausgegraben.
Den Hauptanteil tierischer Nahrung machen Wirbellose aus. Dies sind Heuschrecken, Käfer, Termiten, Ameisen, Raupen, Spinnen, Tausendfüßer, Skorpione und Schnecken. Die kleinen Trappen fressen ausnahmsweise, die großen hingegen regelmäßig kleine Wirbeltiere wie Schlangen, Eidechsen, Eier, Jungvögel und Nagetiere. Auch Aas wird nicht verschmäht.
Trappen beziehen ihren Flüssigkeitsbedarf hauptsächlich aus der Nahrung und können lange Zeit ohne Wasser auskommen. Wenn Wasser vorhanden ist, trinken sie aber auch.

### Fortpflanzung
Die Mehrzahl der Arten hat ein polygynes Fortpflanzungssystem: Ein Männchen paart sich mit mehreren Weibchen und hilft selbst nicht bei Brut und Jungenaufzucht. Ausnahme von dieser Regel sind die kleinen afrikanischen Trappen der Gattung Eupodotis, die saisonal monogam sind und bei denen ein Paar gemeinsam die Jungenaufzucht übernimmt, oft unterstützt von einem männlichen Nachkommen des Vorjahrs.
Die Brutzeit beginnt in der gemäßigten Zone im Frühling, in den subtropischen und tropischen Regionen richtet sie sich nach den jeweiligen Regenzeiten; beispielsweise liegt sie in der Sahelzone im Juli. Regenreiche Perioden bürgen für ausreichende Verfügbarkeit pflanzlicher Nahrung und Insektenreichtum, so dass sie für die Jungenaufzucht geeignet sind.
Die Balz verläuft von Art zu Art sehr unterschiedlich. Bekannt geworden ist die Balz der Großtrappe, bei der sich mehrere Männchen in einem Lek sammeln und um die darum stehenden Weibchen werben. Dabei wird der Kehlsack ballonartig aufgeblasen, die Bartfedern werden aufgerichtet, der Schwanz fächerartig ausgebreitet und die Flügel hängen gelassen. Der Großtrappenhahn präsentiert somit alle leuchtenden Gefiederteile, die für gewöhnlich verborgen bleiben. Ein Lek-System findet sich auch bei anderen Arten, üblicherweise unterhält ein Männchen aber ein Revier, in dem es keine anderen Männchen duldet und allein balzt. Die Balz verläuft bei den großen Arten ganz und gar am Boden. Manche kleinere Arten balzen im Flug. Hier steigen die Männchen auf etwa 20 m Höhe auf und lassen sich in Gleitflügen sinken; dazwischen stehen sie auf erhöhten Positionen, zum Beispiel Termitenhügeln.
Abgesehen von den Eupodotis-Arten, verlassen nach der Kopulation die Weibchen die Männchen, die mit dem weiteren Brutgeschäft nichts mehr zu tun haben. Sie wählen einen Nistplatz, der sich stets auf dem Boden befindet – oft im Schutz nahestehender Sträucher oder Felsen, manchmal aber auch völlig offen. Ein Nest wird nicht gebaut, höchstens wird die Vegetation ein wenig beiseite gescharrt.
Die allermeisten Arten legen ein bis zwei Eier. Bei den europäischen Arten, der Groß- und der Zwergtrappe, beträgt die Gelegegröße zwei bis drei. Das größte Gelege hat die Flaggentrappe mit drei bis fünf Eiern. Die Eier sind grau oder oliv gefärbt und unregelmäßig gefleckt. Die Brut dauert 20 bis 25 Tage. Anschließend schlüpfen die Jungen, die bereits wenige Stunden später lauffähig sind. Sobald alle dazu befähigt sind, verlassen das Weibchen und seine Jungen das Nest. Die Jungen sind schnell in der Lage, selbständig zu fressen.
Vier bis fünf Wochen nach dem Schlüpfen sind die Jungen flugfähig, oft nutzen sie diese Fähigkeit aber für viele weitere Wochen nicht. Bis sie von den Elterntieren unabhängig sind, vergehen einige Monate. Bei den Jungen der Gattung Eupodotis verbleiben männliche Junge oft länger als ein Jahr bei den Eltern und helfen bei der Aufzucht der nachfolgenden Brut. Geschlechtsreif werden weibliche Trappen im Alter von etwa zwei Jahren, Männchen hingegen erst mit sechs Jahren.

## Systematik
In der Vergangenheit wurden Trappen den Laufvögeln, den Hühnervögeln und zuletzt den Kranichvögeln zugeordnet. Die Zusammensetzung der Kranichvögel war aber umstritten, und die Trappen und einige ursprünglich dort eingeordnete Vogelfamilien sind mit den anderen nicht näher verwandt. In neueren Systematiken werden sie deshalb in eine eigene Ordnung gestellt, die Otidiformes. Nach Jarvis und Kollegen sind ihre nächsten Verwandten die Turakos (Musophagiformes) und die Kuckucksvögel (Cuculiformes).
Die molekulare Uhr legt nahe, dass der letzte gemeinsame Vorfahr der rezenten Trappen im Miozän gelebt haben könnte. Wahrscheinlich hat die Familie der Trappen ihren Ursprung in Afrika, wo auch heute noch der größte Artenreichtum herrscht.
Die innere Systematik der Familie wird seit langem kontrovers diskutiert, die folgende Liste mit 14 Gattungen und 26 Arten folgt der IOC World Bird List.
- Ardeotis
  - Arabientrappe (A. arabs)
  - Wammentrappe (A. australis)
  - Riesentrappe (A. kori)
  - Kappentrappe (A. nigriceps)

- Chlamydotis
  - Asiatische Kragentrappe (Ch. macqueenii)
  - Kragentrappe (Ch. undulata)

- Otis
  - Großtrappe (O. tarda)

- Tetrax
  - Zwergtrappe (T. tetrax)

- Neotis
  - Ludwigtrappe (N. ludwigii)
  - Stanleytrappe (N. denhami)
  - Heuglintrappe (N. heuglinii)

- Nubotis
  - Nubiertrappe (N. nuba)[8]

- Afrotis
  - Gackeltrappe (Afrotis afra)
  - Weißflügeltrappe (Afrotis afraoides)

- Eupodotis
  - Blautrappe (Eu. caerulescens)
  - Senegaltrappe (Eu. senegalensis)

- Heterotetrax
  - Somalitrappe (Heterotetrax humilis)
  - Rüppelltrappe (Heterotetrax rueppelii)
  - Namatrappe (Heterotetrax vigorsii)

- Houbaropsis
  - Barttrappe (H. bengalensis)

- Lissotis
  - Hartlaubtrappe (L. hartlaubii)
  - Schwarzbauchtrappe (L. melanogaster)

- Lophotis
  - Saviletrappe (L. savilei)
  - Oustalettrappe (L. gindiana)
  - Rotschopftrappe (L. ruficrista)

- Sypheotides
  - Flaggentrappe (S. indicus)

## Menschen und Trappen
Dass Trappen den Menschen schon lange vertraut sind, zeigen prähistorische Höhlenzeichnungen, auf denen Großtrappen schon zu sehen sind. Im Verlauf der letzten Jahrhunderte haben die beiden europäischen Arten vom Kahlschlag der Wälder und der Schaffung von Kulturlandschaften profitiert. Beide Arten galten als Schädlinge, da sie die angebauten Feldfrüchte fraßen. Im 18. und noch im 19. Jahrhundert war die Großtrappe in ganz Mitteleuropa ein sehr häufiger Vogel, der sogar als Plage angesehen wurde. Der dramatische Rückgang, der später erfolgte, ist vor allem dem Einsatz von Pestiziden, der Industrialisierung der Landwirtschaft und der Jagd geschuldet. Bis 1990 sank die Zahl der Großtrappen in Deutschland auf 50 Tiere; heute hat sich diese Zahl aber dank intensiver Schutzbemühungen wieder erhöht. Europaweit gehen die Bestände aber immer noch zurück; ganz ausgestorben ist die Großtrappe mittlerweile in der Schweiz, in Polen, in Schweden und in Großbritannien.
Trappen wurden früher ebenso wie ihre Eier auch in Europa gegessen. Heute wird Trappenfleisch nur noch in wenigen Teilen der Erde verzehrt, zum Beispiel im Tschad. Als Schädling gelten Zwergtrappen heute noch in manchen Gegenden Russlands. Hingegen werden viele Arten in Afrika sehr gerne gesehen, da sie Schwärmen von Wanderheuschrecken folgen und diese vertilgen.
Auf der arabischen Halbinsel hat die Trappenjagd mit Falken Tradition. Durch diesen Brauch wurde die Kragentrappe dort beinahe ausgerottet. Touristen aus arabischen Ländern gehen heute auch in Afrika und Asien der Trappenjagd nach und üben damit einen starken Druck auf die Populationen aus.
Die IUCN stuft derzeit zwei Arten als „stark gefährdet“ (Großtrappe, Ludwigtrappe) und drei als „vom Aussterben bedroht“ (Kappentrappe, Barttrappe, Flaggentrappe) ein.